# Meigs
Meigs és una població dels Estats Units a l'estat de Geòrgia. Segons el cens del 2000 tenia 1.090 habitants.

## Demografia
Segons el cens del 2000, Meigs tenia 1.090 habitants, 399 habitatges, i 286 famílies. La densitat de població era de 264,7 habitants/km².
Dels 399 habitatges en un 35,1% hi vivien nens de menys de 18 anys, en un 35,6% hi vivien parelles casades, en un 31,1% dones solteres, i en un 28,1% no eren unitats familiars. En el 24,6% dels habitatges hi vivien persones soles el 9,8% de les quals corresponia a persones de 65 anys o més que vivien soles. El nombre mitjà de persones vivint en cada habitatge era de 2,72 i el nombre mitjà de persones que vivien en cada família era de 3,24.
Per edats la població es repartia de la següent manera: un 32,8% tenia menys de 18 anys, un 10,8% entre 18 i 24, un 25,8% entre 25 i 44, un 19,7% de 45 a 60 i un 10,8% 65 anys o més.
L'edat mediana era de 31 anys. Per cada 100 dones de 18 o més anys hi havia 77,7 homes.
La renda mediana per habitatge era de 16.993 $ i la renda mediana per família de 20.046 $. Els homes tenien una renda mediana de 18.594 $ mentre que les dones 16.667 $. La renda per capita de la població era de 8.104 $. Entorn del 36,2% de les famílies i el 45,4% de la població estaven per davall del llindar de pobresa.

## Poblacions més properes
El següent diagrama mostra les poblacions més properes.